# Антитринитаризм
Антитринитари́зм (от лат. anti «против» + trinitas «троица») — общее название течений в христианстве, основанных на вере в единого Бога и отвергающих концепцию «триединства Бога» (Троицу, тринитарный догмат). Другими словами, сторонники антитринитаризма («антитринитарии» или «унитарии») не принимают тринитарный догмат о трёх «неслиянных и равноправных» личностях (лицах, ипостасях) Бога — Отце, Сыне и Святом Духе. Первоначальная формулировка этого догмата была утверждена на Первом Никейском соборе (325 год), позднее, в дополненном виде, догмат известен как Никео-Цареградский Символ веры (381 год).

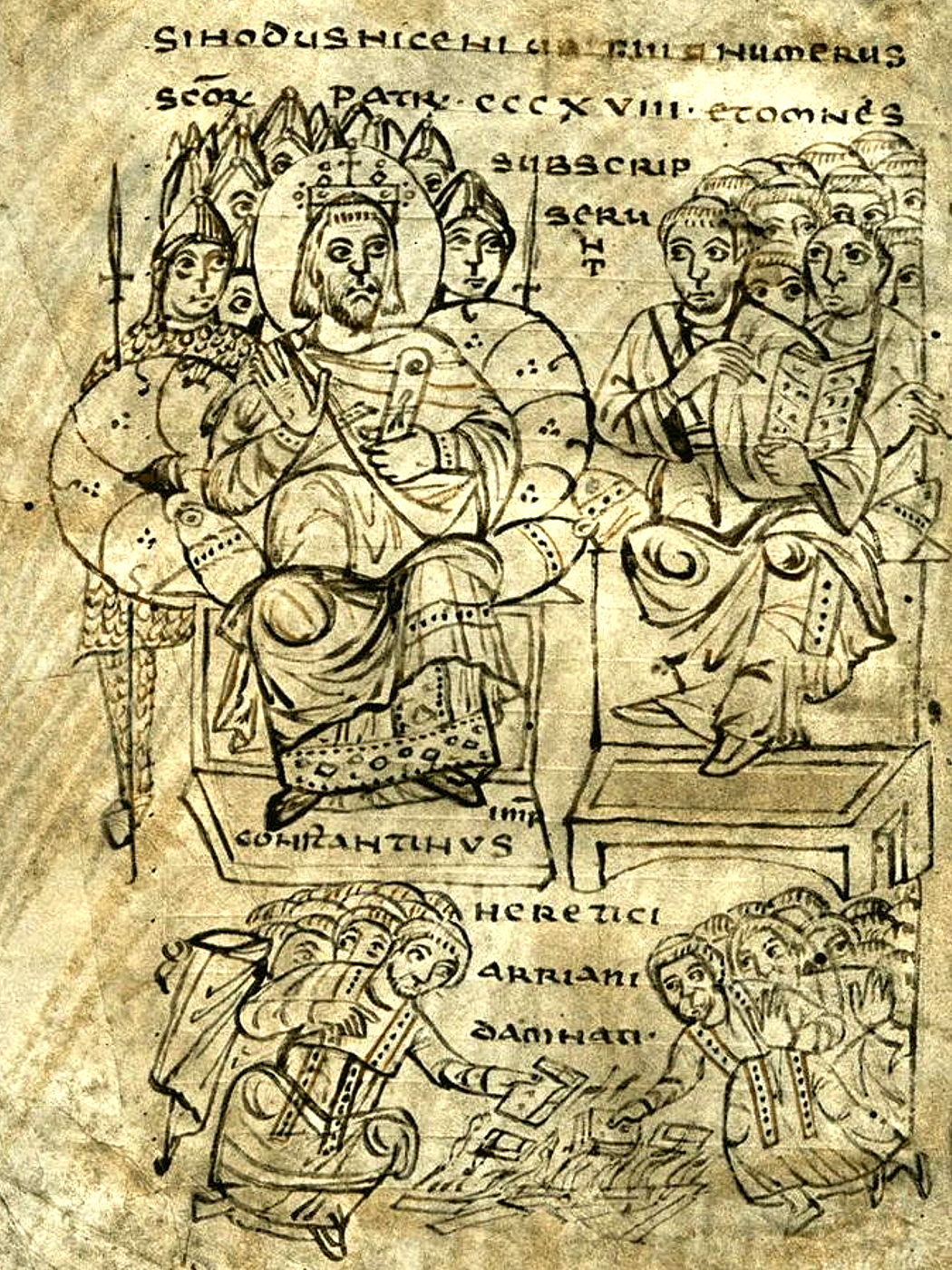
Император Константин сжигает арианские книги. Иллюстрация из сборника церковного права Biblioteca Capitolare, ок. 825 г.

Антитринитарные течения в христианстве никогда не имели единого вероучения (как, впрочем, и тринитарные), их объединяет только неприятие тринитарного догмата. Все антитринитарии-христиане почитают Иисуса Христа и Новый Завет, но не признают троичность Бога и считают доктрину Троицы произвольным и противоречивым искажением изначального христианства (см. их аргументацию). В других авраамических религиях — иудаизме и исламе — аналоги христианского догмата о Троице отсутствуют.
Тринитарный догмат признаётся подавляющим большинством современных христианских конфессий. Начиная с IV века антитринитарные направления (арианство, унитарианство и другие) жестоко преследовались церковными и светскими властями как ереси; в результате всех этих гонений распространённость антитринитарных взглядов среди христиан невелика. Среди известных христиан-антитринитариев — Исаак Ньютон, Мигель Сервет, Джон Локк, Джон Мильтон, Уильям Пенн, Джордж Вашингтон, Томас Джефферсон, Бенджамин Франклин, Фридрих Шлейермахер, Генри Уодсворт Лонгфелло, Джозеф Пристли, Давид Рикардо, Каспар Бекеш, Эдвард Григ, Ральф Эмерсон, Лев Толстой, Лайнус Полинг, Джером Дэвид Сэлинджер. Общее число антитринитариев среди христиан составляет примерно 36—37 млн.

## История тринитарных споров

### Раннее христианство (I—III века)
Сущность Иисуса из Галилеи, цель его миссии, его отношение к Богу — эти вопросы дискутировались в христианской среде на самом раннем этапе распространения новой религии в Римской империи. Проповедь христианства вовлекла в общину людей с самыми разными взглядами и обычаями, и они, сознательно или бессознательно, пытались применить к новой религии привычные представления; вероятно, поэтому указанные вопросы обсуждались в связи с другими: совпадает ли христианский Бог-Отец с Богом Ветхого Завета или это разные божества, и кому следует молиться — одному из этих богов или Иисусу.
Одним из таких «примкнувших» движений был гностицизм, основанный ещё до зарождения христианства. Гностики были распространены среди христиан во II веке, они видели в Иисусе посланца Бога, призванного пробудить людей к духовной жизни. Человеческая природа Иисуса ими отрицалась или считалась видимостью. В их космографии, а также в учении Маркиона фактически признавались два Бога — добрый (отец Иисуса), и (ниже по иерархии) его жестокий ветхозаветный антипод. Для борьбы с этими воззрениями были приняты первые Символы веры. Одним из древнейших стал Староримский Символ веры: «Верую в Бога Отца, Всемогущего; и во Иисуса Христа, единородного Сына Божия, Господа нашего; рождённого от Духа Святого от Марии Девы».
Ириней Лионский (II век) в своей критике ересей рассматривал Иисуса и Святой Дух как «две руки» Бога. Богослов III века Тертуллиан, близкий к ереси монтанизма, в своей публицистике уже использовал формулировки, напоминающие окончательную концепцию Троицы; в трактате «Против Праксея» он заявил, что у Бога «одна сущность и три лица». В то же время Тертуллиан считал, что Иисус не предвечен, а сотворён Богом-Отцом: «Было время, когда Сына не было; Бог не всегда был Отцом». Сам термин «Троица» (др.-греч. Τριάδα, лат. Trinitas) ввёл в употребление Феофил Антиохийский в своей работе «Против Автолика» (168 год), позже новый термин поддержал Тертуллиан.
Современник Тертуллиана Ориген считал, что Бог-Отец, Бог-Сын и Святой Дух — отдельные божественные сущности, причём два последних подчинены Богу-Отцу как своего рода боги низшей ступени. Полноценным Богом Ориген признавал только Бога-Отца, а Иисус у него — посредник между Богом и миром. У Иисуса, по мнению Оригена, двойственная (человеческая и божественная) природа, а в отношении Святого Духа в Новом Завете недостаточно данных, чтобы судить о его сущности. В 553 году взгляды Оригена были осуждены как ересь. Часть видных богословов, среди них Иустин Философ и Татиан (II век), как и Тертуллиан, отстаивали принцип, что Христос-Логос не вечен, а сотворён Богом-Отцом (субординационизм). Было немало и других богословских концепций.

### Оформление концепции Троицы (IV—V века)

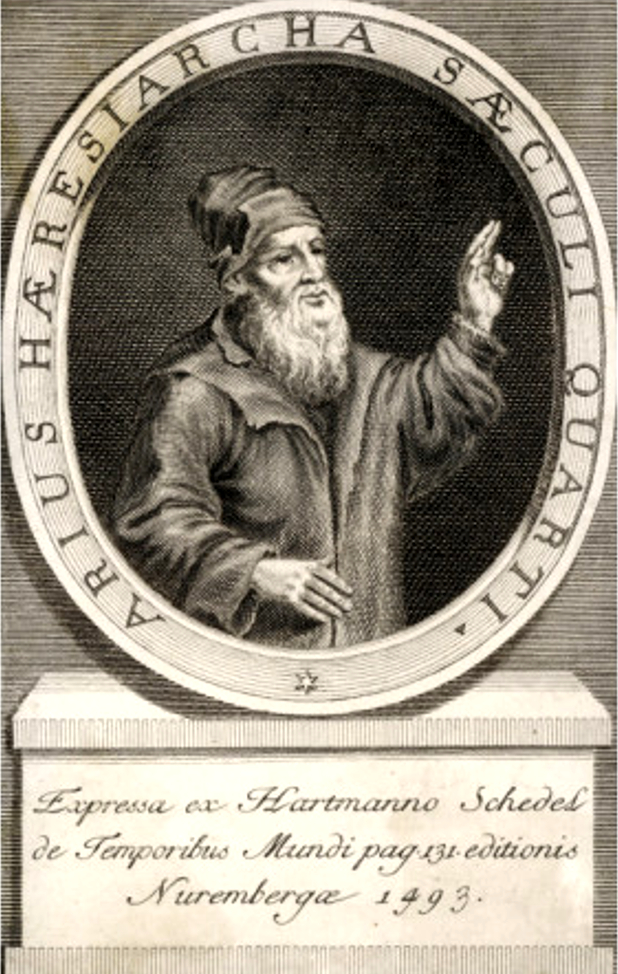
Изображение Ария из книги 1493 г.

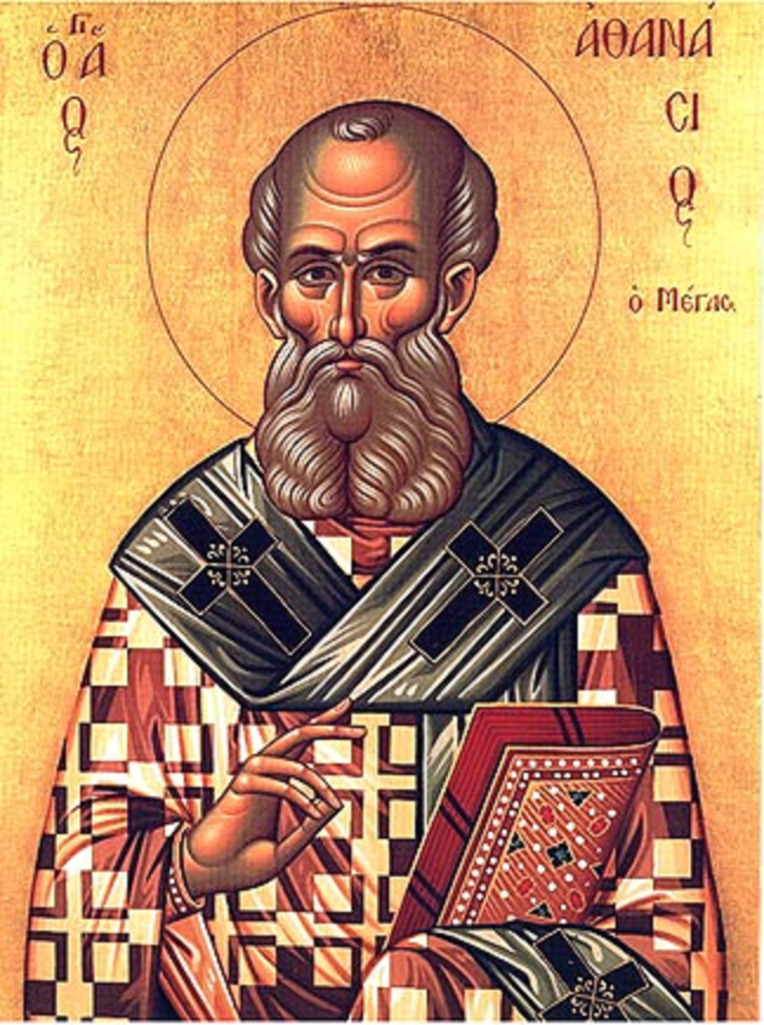
Икона с изображением Афанасия Александрийского

В начале IV века, когда христианство в Римской империи получило статус господствующей религии, споры о взаимоотношении лиц Троицы (ипостасей) стали особенно ожесточёнными и драматичными. На Никейском соборе (325 год) столкнулись две основные богословские концепции. Одну, близкую к учению Оригена, возглавляли александрийский пресвитер Арий и константинопольский архиепископ Евсевий Никомедийский, утверждавшие, что Иисус сотворён Богом и поэтому не равновелик, а лишь «подобносущен» ему. Назначение Иисуса — служить посредником между Богом и материальным миром.
Другую позицию заняли председатель собора, александрийский епископ Александр и диакон (впоследствии епископ) Афанасий, провозгласившие, что Иисус и Бог «единосущны» (греч. ὁμοούσιος); этот термин был взят из античной философии и широко применялся гностиками (вне связи с Троицей) и монархианами. При этом предсуществование Христа, то есть его существование до воплощения в человека Иисусе, признавалось всеми. Арий упрекал Афанасия в отходе от единобожия и поклонении вместо Бога сотворённому существу, его оппоненты утверждали, что арианство фактически отвергает божественность Христа.
Значительная часть христиан в этот период, особенно в восточной части империи, приняла антитринитаристскую позицию ариан и других течений, таких, как монархиане, модалисты (савеллиане), адопционисты, алоги, субординационисты. Ариане были особенно многочисленны и влиятельны. Многие церковные идеологи (например, Евсевий Кесарийский) колебались в выборе и неоднократно меняли свою точку зрения (см. Арианский спор). В Александрии и других частях империи дело доходило до широких народных волнений.
На Никейском соборе спор вылился в ожесточённый конфликт, временами переходивший в рукоприкладство. В конечном счёте сторонники Афанасия, убедив императора, добились утверждения предложенного ими догмата о триединстве Бога и равенстве всех трёх лиц. Был принят Никейский Символ веры, в котором Иисуса определили как «Сына Божия, рождённого от Отца, Единородного, то есть из сущности Отца, Бога от Бога, Света от Света, Бога истинного от Бога истинного, рождённого, несотворённого, единосущного Отцу, через Которого [а именно Сына] всё произошло как на небе, так и на земле. А говорящих, что было время, когда не было Сына, или что Он не был прежде рождения и произошёл из не-сущего, или утверждающих, что Сын Божий из иной ипостаси или сущности, или создан, или изменяем — таковых анафематствует вселенская церковь». Эта формулировка означала признание равной божественности Бога-Отца и Иисуса (Святой Дух был введен в формулу позднее). Отказавшиеся подписать новый догмат епископы были лишены сана, объявлены еретиками и высланы, труды Ария были сожжены.
Упоминание об анафеме было вскоре снято, но конфликт на этом не закончился. Император Константин, рассчитывавший на примирение оппонентов, был недоволен, велел вернуть Ария из ссылки, а Афанасия и его сторонников выслал. Перед смертью (337 год) Константин принял крещение от арианина Евсевия Никомедийского. Арий умер в 336 году (возможно, был отравлен). Несколько следующих за Константином императоров поддержали арианскую позицию. Против равновеличия лиц Троицы в IV—V веках выступили также новые богословские толкования: аномеи, пневматомахи, монофизиты, соборы в Сирмии (351—358 годы) отвергли никейские постановления. Даже Афанасий изменил позицию и вместо «единосущности» Иисуса и Бога стал, следуя с некоторыми оговорками Арию, говорить о их «подобносущности» (362 год). К моменту захвата власти Юлианом Отступником ариане в церкви уверенно доминировали.
Перелом наступил после Константинопольского собора (381 год), где Григорий Нисский при энергичной поддержке императора Феодосия I убедил делегатов поддержать никейскую тринитарную формулировку (дополненную догматом о почитании Святого Духа) и осудить арианство как ересь. Некоторое время арианство было ещё на подъёме, и сокрушившие Римскую империю варвары в V веке, принимая крещение, чаще всего обращались в арианство. Но положение стало меняться. В 391 году авторитетный епископ Амвросий Медиоланский добился от императора Валентиниана II издания закона, согласно которому все еретики изгонялись из городов. Влияние ариан быстро падало. Сначала испанское королевство вестготов, затем франки, бургундцы, итальянцы стали принимать Троицу в никейской формулировке. К началу VII века арианство в Европе по существу исчезло.
Новые серьёзные антитринитарные течения время от времени появлялись в средневековье среди еретических движений, таких как богомилы и катары.

### Византия (IV—XI века)

Распределение влияния ариан и католиков в 495 г.

Несмотря на подавление арианства, окончательное формирование тринитарной концепции в современном виде заняло ещё несколько веков. В рамках тринитарных споров византийские богословы подняли «христологический» вопрос, который на Западе привлекал гораздо меньше внимания: о сочетании в Иисусе божественного и человеческого. Выражались самые разные мнения, конфликты нередко принимали острый характер, и их приходилось разрешать константинопольским императорам.
В 449 году император Феодосий II созвал Эфесский собор, осудивший новые ереси, касавшиеся тонких вопросов тринитарного учения: обладал ли Иисус божественной природой от рождения или только после сошествия Святого Духа, сохранил ли он человеческую природу после сошествия и другие. Решения Эфесского собора были смягчены и уточнены два года спустя на Халкидонском соборе, который принял «Определение веры». Это Определение содержало также разъяснение проблемы сочетания в Иисусе божественного и человеческого: во Христе Бог соединился с человеческой природой «неслитно, нераздельно, неразлучно, неизменно». Это определение легло в основу тринитарной христологии. Не принявшие эти решения течения несториан и монофизитов вызвали первый крупный церковный раскол в после-арианский период. Несториане преобладали в соседней Персии до мусульманского завоевания, а монофизиты укрепились в Армении, Египте, Сирии и Эфиопии.
В IX веке между западной и восточной церквами начался новый спор тринитарного характера. Константинопольский патриарх Фотий обвинил Запад в ереси, так как его богословы допускали исхождение Святого Духа не только от Отца, но и от Сына (филиокве). Окончательный раскол («Великая схизма») произошёл в 1054 году.
Историк А. Г. Кузьмин в своей книге «Начало Руси. Тайны рождения русского народа» поддержал версию, что раннее христианство на Руси носило арианский характер. Эта версия объясняет, отчего в древнерусской «Повести временных лет» (XII век) в рассказе о крещении Руси используются арианские формулировки: «Сын подобосущен Отцу», Бог «нерождением своим старший, чем Сын и Дух» и т. п.

### Период Реформации (XVI—XVII века)
В 1516 году Эразм Роттердамский, широко образованный немецкий учёный-гуманист, опубликовал исправленный текст Нового Завета (параллельные тексты на греческом и в латинском переводе), тщательно сверенный с источниками и подробно прокомментированный. Эразм не был антитринитарием, но в своих комментариях он обратил внимание на несколько объективных проблем и тем самым вызвал острую дискуссию текстологов и богословов в XVI—XVII веках).
- Эразм не включил в Новый Завет тринитарную по духу «Иоаннову вставку», сославшись на её отсутствие в самых древних греческих рукописях (под давлением церкви ему пришлось включить вставку в третье издание 1522 года).
- Он отметил, что слово «Бог» в Новом Завете неизменно обозначает Бога-Отца и никогда, за редчайшим исключением — Иисуса или Святой Дух.

Глубокое исследование Эразма использовалось как аргумент антитринитариями последующих поколений.
Лютеровская Реформация, радикально изменив церковную жизнь и отвергнув многие сложившиеся богословские традиции, догмат Троицы оставила в неприкосновенности. Так же поступили и большинство других лидеров протестантов. Однако отдельные протестантские и даже католические мыслители пошли дальше и подвергла критическому пересмотру также и тринитаризм. Часть антитринитариев просто признавали понятие Троицы непостижимым, иррациональным и не подлежащим человеческому рассмотрению, другие же делали попытки критически проанализировать эту концепцию на основании Писания или с точки зрения разума. Наибольшее распространение антитринитаризм получил среди анабаптистов, которые призывали к восстановлению «первоначального христианства».
Чтобы обозначить свои разногласия с традицией, антитринитарии часто называли себя «унитариями», то есть единобожцами. Большинство попыток рационально объяснить догмат Троицы приводило к появлению новых ересей.
Среди известных унитариев XVI века — испанский теолог Хуан де Вальдес и испанский врач Мигель Сервет, открывший малый круг кровообращения. За отрицание Троицы Сервет был сожжён в 1553 году в Женеве. Кальвин выступал за более мягкий приговор — отсечение головы, но городской совет Женевы настоял на сожжении.

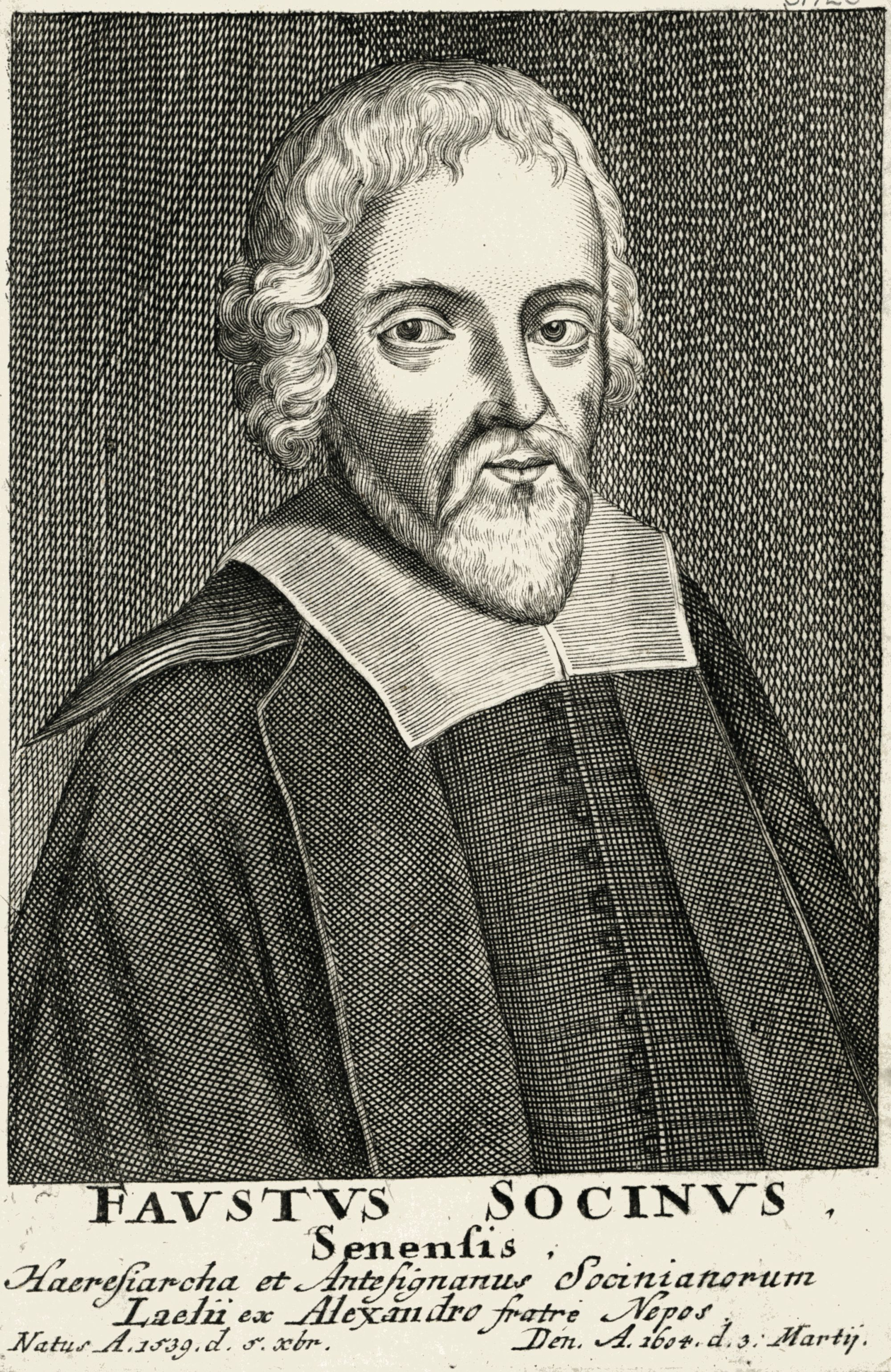
Фаусто Соццини, основоположник социнианства

Вначале антитринитарии получили некоторое распространение в Испании и Италии, однако инквизиция быстро с ними расправилась или вынудила эмигрировать в протестантские страны, преимущественно в Швейцарию и Германию. Протестанты, однако, оказались не более терпимыми, чем инквизиция, и вскоре унитариям пришлось бежать и оттуда. Часть их осела в Польше и Трансильвании, где их община получила название социниан. В 1658 году польские антитринитарии были изгнаны из Речи Посполитой под угрозой смертной казни . В России и Литве в XVI веке появилось собственное социально-реформационное антитринитарное движение, представителями которого выступили Феодосий Косой и Матвей Башкин, в XIX веке — субботники.
В XVII веке антитринитаризм получил заметное распространение в Англии. Английские антитринитарии также испытали гонения — например, квакер-антитринитарий Уильям Пенн в 1668 году попал в тюрьму за «богохульное» отрицание Троицы. Пенн утверждал: «Троица зародилась спустя более чем триста лет после провозглашения древнего Евангелия; она была зачата невежеством, выращена и поддержана жестокостью». Убеждёнными антитринитариями были философ Джон Локк и великий английский поэт Джон Мильтон, автор поэмы «Потерянный рай». Мильтон также подвергался преследованиям и с трудом избежал казни.
В 1697 году британский парламент принял законодательный акт «О подавлении богохульства и нечестия», согласно которому за отрицание любого из лиц Троицы предусматривалось поражение в гражданских правах, а при повторении данного преступления — ограничение дееспособности и тюремное заключение на три года (в Шотландии аналогичный закон предусматривал даже смертную казнь). Закон был отменён лишь в 1813 году). К примеру, друг Ньютона Уильям Уистон в 1710 году был лишен профессорского звания и изгнан из Кембриджского университета за своё утверждение о том, что вероисповеданием ранней Церкви было арианство. Сам Ньютон был вынужден всю жизнь скрывать свои антитринитаристские взгляды. Даже в конце XVIII века знаменитый британский химик Джозеф Пристли, открывший кислород, в конце жизни был вынужден из-за своих унитаристских религиозных взглядов переселиться, подобно Пенну, в Америку.

### XVIII—XIX века
В конце XVIII—начале XIX века антитринитарные взгляды начали обретать в западной Европе право на легальное распространение. Вольтер высмеял тринитарный догмат в трактате «Важное исследование милорда Болингброка» (издан под видом перевода с английского в 1767 году). В это же время были опубликованы богословские труды Ньютона, осторожные в выражениях, но по существу антитринитарные. Эдуард Гиббон в «Истории упадка и разрушения Римской империи» (1781) высказал мнение, что «Иоаннова вставка» образовалась после переноса комментария на полях в основной текст Нового Завета и заключил: «благочестивый обман, которому с одинаковым рвением предавались в Риме и в Женеве, был бесконечно умножен в каждой стране и на всех языках современной Европы».
В XIX веке отношение властей к антитринитариям начало постепенно меняться. В 1813 году английский закон Unitarian Relief Act отменил уголовное преследование унитариев. Это ещё не означало полного уравнения их в правах с другими конфессиями — например, их священники до 1827 года не имели права оформлять браки. С 1808 года английские унитарии начали публикацию собственных переводов Нового Завета, а также трудов своих сторонников с подробной аргументацией антитринитаризма. Во второй половине XIX века в Европе утвердилась терпимость к антитринитарной идеологии, хотя враждебное отношение к ней традиционных конфессий по-прежнему имеет место.
В США из общины унитариев, основанной упомянутым выше Пристли, вышли пять президентов США: Джон Адамс, Томас Джефферсон, Джон Куинси Адамс, Миллард Филлмор, Уильям Говард Тафт, а также поэты и философы Генри Уодсворт Лонгфелло, Ральф Уолдо Эмерсон, Генри Торо.
В России в конце XIX века отчётливо антитринитарную позицию заняли Лев Толстой и его последователи (толстовцы), которые рассматривали христианство как этическое учение и отвергали церковную традицию как посторонние многовековые наслоения, искажающие суть христианства, см. подробности в статье Определение Святейшего Синода о графе Льве Толстом.

### Современное состояние

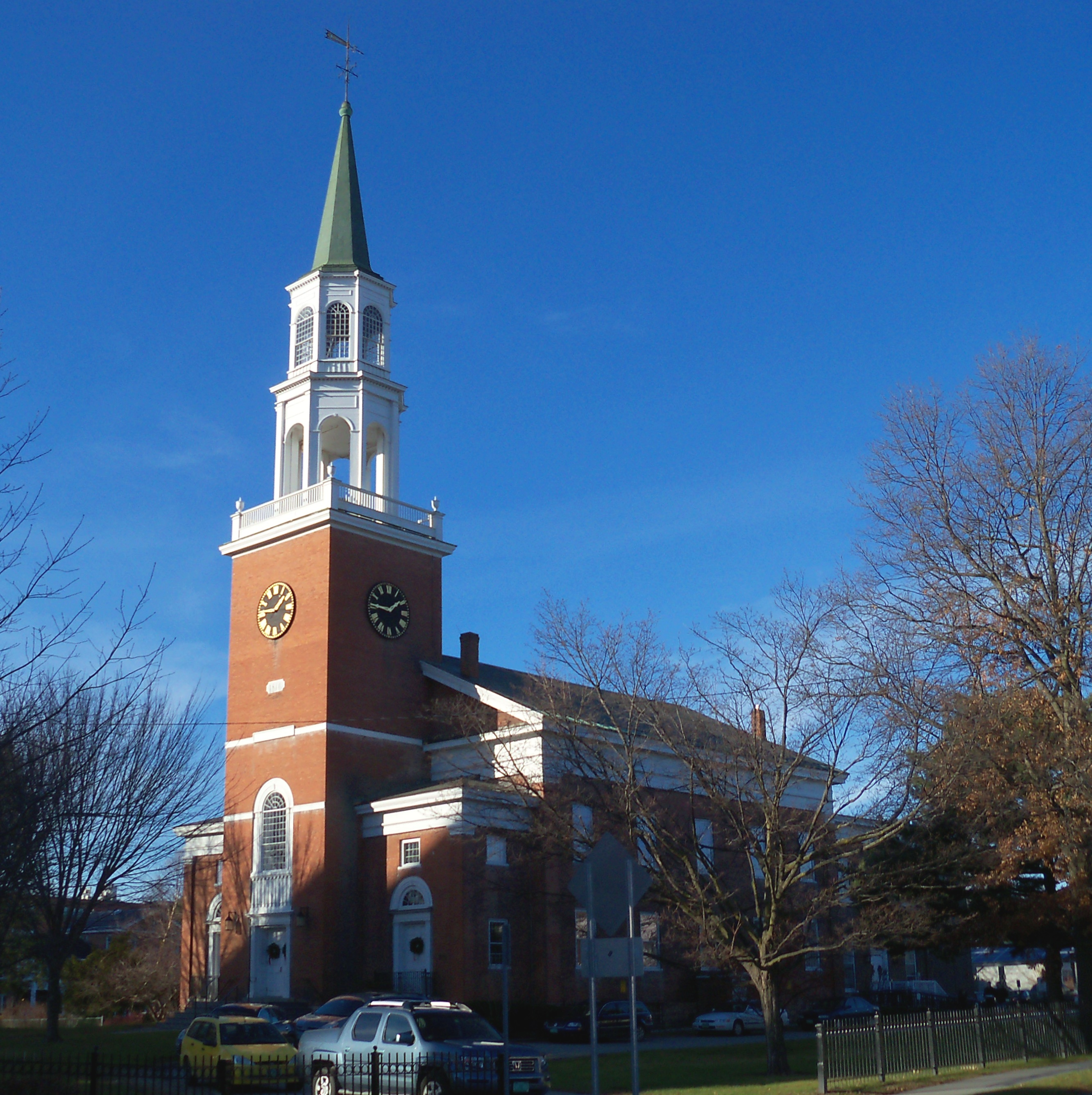
Унитарианская церковь в Берлингтоне, штат Вермонт

В XVIII—XIX веках распространённой формой антитринитаризма являлся уже упомянутый унитаризм, который пользовался значительным влиянием в Англии и США. Кроме отрицания доктрины Троицы, общей богословской платформы у унитариев нет, это фактически не конфессия, а религиозное движение с широким диапазоном мнений. В 1961 году унитарии объединились с Универсалистской церковью Америки. В настоящее время «Унитарианско-Универсалистская ассоциация» — широкое сообщество людей с различными философскими и религиозными традициями, она объединила около 800 конфессий и 300 общин в США, Канаде и Мексике.
Начиная с XX века, наиболее распространёнными антитринитарными конфессиями являются Пятидесятники-единственники и Свидетели Иеговы. Скептическое отношение к Троице нередко встречается (но обычно не преобладает) также в тех современных конфессиях, идейным корнем которых было учение анабаптистов XVI века (баптисты, адвентисты, меннониты, квакеры, гуттериты).
| Название антитринитарной христианской конфессии | Оценка количества её членов | Комментарии |
| ----------------------------------------------- | --------------------------- | ----------- |
| Пятидесятники-единственники                     | 24 млн                      |             |
| Свидетели Иеговы                                | 8,5 млн                     |             |
| Церковь Христа (Филиппины)                      | 2,3 млн                     |             |
| Унитарианский универсализм                      | 0,6 млн                     |             |

Мормоны и муниты в таблицу не включены, так как большинство исследователей не относят их к христианам.
В итоге общее число антитринитариев-христиан в мире можно оценить как примерно 36—37 миллионов человек.
Поскольку догмат о Троице на протяжении многих веков являлся основой общехристианской традиции, антитринитаризм нередко вызывает у традиционных конфессий враждебное отношение. Многие тринитарные теологи классифицируют антитринитарные конфессии как «отошедшие от основ общехристианского вероучения», называя их парахристианскими, псевдохристианскими или вообще нехристианскими сектами. Дискриминация антитринитариев распространена повсеместно — например, Всемирный Совет Церквей отказывает в приёме всем антитринитарным конфессиям.

## Аргументация за и против концепции Троицы

### Аргументы антитринитариев
Критику доктрины Троицы как безосновательного и иррационального вымысла ведут как собственно антитринитарные конфессии, так и независимые библеисты, аргументация их в основном совпадает. Доктрина, по их мнению, не поддаётся разумному объяснению, так как непонятно, как единый Бог может состоять из трёх отдельных, «неслиянных» личностей, которые могут беседовать одна с другой. Антитринитарии утверждают, что христиане I века не разделяли и вообще не знали концепции Троицы. Ни в Ветхом Завете, ни в Новом нет ни термина «Троица», ни прямых указаний на её существование. Если бы Иисус действительно был равен Богу, то естественно ожидать, что это фундаментальная истина была бы недвусмысленно высказана Иисусом или кем-то из его учеников, однако Иисус нигде в евангелиях не называет себя Богом, только Христом (то есть Мессией, см. Матфей 16:15—17) и Сыном Божьим; нет отождествления Иисуса с Богом и в других книгах Нового Завета.
По мнению антитринитариев, Иисус Христос в евангелиях в ясных выражениях отделял себя от Бога: «Отец Мой более Меня» (Иоанн 14:28), «О дне же том, или часе, никто не знает, ни Ангелы небесные, ни Сын, но только Отец» (Марк 13:32) и многие другие. Ещё одна фраза Иисуса, противоречащая тринитаризму: «Что́ ты называешь Меня благим? Никто не благ, как только один Бог» (Марк 10:18).
Тринитарные теологи отвечают на этот список противоречий, что Троица — это мистическая тайна, недоступная для ограниченного человеческого ума. Но тогда встаёт вопрос, имеет ли право этот ограниченный ум делать конкретные заключения о структуре Бога и тем более — придавать этим утверждениям статус догмы.
Критики считают, что формулировка «Бог един в трёх лицах» закрепилась в христианстве под влиянием языческой философии многобожия и под сильным политическим давлением, причём произошло это закрепление только в начале IV века, то есть через 300 лет после пророческой миссии Иисуса. Антитринитарии рассматривают концепцию Троицы как искажение изначального христианства, несовместимое с евангельскими определениями: «Сия же есть жизнь вечная, да знают Тебя, Единого Истинного Бога, и посланного Тобою Иисуса Христа» (Иоанн 17:3) и «Един Бог, един и посредник между Богом и человеками, человек Христос Иисус» (1Тим. 2:5).
Лев Толстой считал христианский догмат о Троице запутанным, противоречащим здравому смыслу и идее единобожия. В эссе «Исследование догматического богословия» Толстой писал, что догмат о Троице — это «противный человеческому разуму… страшный, кощунственный догмат»:

Невозможно верить тому, чтобы Бог, благой отец мой (по учению церкви), зная, что спасение или погибель моя зависят от постигновения его, самое существенное познание о себе выразил бы так, что ум мой, данный им же, не может понять его выражения, и (по учению церкви) скрыл бы всю эту нужнейшую для людей истину под намёками… Отвергнув догмат, противный человеческому разуму и не имеющий никаких оснований ни в Писании, ни в Предании, для меня остаётся всё-таки необъяснимым повод, который заставил церковь исповедовать этот бессмысленный догмат и так старательно подбирать вымышленные доказательства его.

### Контраргументы тринитариев
Тринитарная теология признаёт, что:

Для человеческого рассудка учение о Пресвятой Троице противоречиво, потому что это тайна, которая не может быть выражена рационально… Почему Бог есть именно троица, а не двоица и не четверица? Очевидно, что исчерпывающего ответа на этот вопрос быть не может. Бог есть Троица потому, что Он желает быть именно таким.

В качестве обоснования доктрины Троицы теологи-тринитарии используют синтетический подход, соединяя отдельные косвенные указания из Ветхого и Нового Завета.
В начале Книги Бытия слово «Бог» стоит во множественном числе («элохим»), что может трактоваться как указание на троичность Бога. Аналогично в книге Исайи (6:8) Бог спрашивает пророка: «Кого Мне послать и кто пойдёт для Нас?».
В Новом Завете крещение Иисуса Иоанном Крестителем традиционно считается местом встречи всех ипостасей Троицы. В Евангелии от Матфея (28:19) говорится: «Идите и научите все народы, крестя их во имя Отца и Сына и Святого Духа» (имя, а не имена). В качестве веского аргумента рассматривается начало Евангелия от Иоанна: «Вначале было Слово, и Слово было у Бога, и Слово было Бог». Здесь термин «Слово» (греч. логос) у Иоанна обозначает Иисуса, причём указано, что Слово есть Бог, а не часть Бога или его творение. Вместе с тем Иисус не тождествен Богу, но существует как отдельная личная ипостась.
Равенство божественных достоинств Отца и Сына тринитаристы доказывают цитатами из евангелий и апостольских посланий: «Я и Отец — одно» (Иоанн 10:30), «Отец во Мне и Я в Нём» (Иоанн 10:38). Апостол Павел в Послании к римлянам (9:5) пишет: «от них [израильтян] Христос по плоти, сущий над всем Бог, благословенный во веки», а в Послании к филиппийцам: «Он [Иисус], будучи образом Божиим, не почитал хищением быть равным Богу». Римский легат Плиний Старший в письме примерно 110 года сообщал, что тамошние христиане в предрассветный час пели гимны Христу «как будто Богу». Отсутствие в Новом Завете понятия Троицы некоторые тринитарные теологи объясняют тем, что эта концепция всегда была настолько общепринятой, что евангелисты не считали нужным специально её разъяснять.
Отмеченные выше евангельские фразы Иисуса «Отец мой более меня» и «О дне же том, или часе, никто не знает, ни Ангелы небесные, ни Сын, но только Отец» требуют разъяснения, каким образом единый Бог в разных лицах имеет различный уровень знаний. Тринитарные теологи трактуют это затруднение по-разному, например, как следствие того, что Иисус, в отличие от Бога, имеет и человеческую природу. Богословы Исидор Пелусиотский (V век) и Евфимий Зигабен (XII век) высказали мнение, что Иисус всё знал, но солгал апостолам; так же считал и блаженный Феофилакт Болгарский (XI век): «Если бы Он сказал: Я знаю, но не хочу открыть вам, в таком случае Он опечалил бы их. А теперь, когда говорит, что ни Ангелы, ни Я не знаю, — Он весьма мудро поступает и совершенно удерживает их от желания знать и докучать Ему». Однако грех намеренного обмана трудно согласовать с традицией считать Иисуса совершенным и безгрешным человеком.

### «Иоаннова вставка»
В качестве обоснования догмата о Троице теологи нередко ссылаются на фразу из Первого послания Иоанна (1Ин. 5:7): «Ибо три свидетельствуют на небе: Отец, Слово и Святой Дух, и Сии три суть едино». Эту фразу называют «Иоаннова вставка» или «Иоаннов стих»; за рубежом часто используют латинский аналог: «Comma Johanneum». Современные текстологи данную цитату считают поздней апокрифической вставкой, поскольку в наиболее древних греческих рукописях она отсутствует.
В конце II века Тертуллиан, аргументируя концепцию Троицы (Tert. Adversus Praxean, 25:1, «Qui tres unum sunt, non unus»), цитирует другие места Нового Завета (в том числе многократно Первое послание Иоанна, но не упоминает «Иоаннову вставку»). Не приводят эту фразу в полемике и, следовательно, не знают о ней Ориген, Августин, Климент Александрийский и Афанасий Александрийский (III—IV века). Близкий текст впервые встречается в середине III века у священномученика Киприана Карфагенского (De unitate ecclesiae, 4), хотя его формулировка не совпадает с «Иоанновой вставкой». Самое раннее появление вставки отмечено у латинского писателя ересиарха Присциллиана в конце IV века; по этой причине Брюс Мецгер считает Присциллиана её автором. Вероятнее всего, данная фраза появилась впервые в виде комментария на полях (маргиналии) в одной из копий рукописи Первого послания Иоанна, а затем, при очередной переписке, была внесена в основной текст.

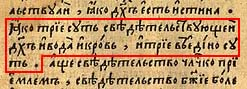
Фрагмент Острожской Библии (1581 год), «Иоаннова вставка» отсутствует

«Иоаннова вставка» отсутствует в наиболее ранних текстах Первого послания Иоанна на языке оригинала — койне, а именно в Синайском, Ватиканском и Александрийском кодексах; а также в Вульгате Иеронима, в сирийской Пешитте, в сирийских филоксеновском и гарклейском переводах. «Иоанновой вставки» нет в греческих рукописях до XIV—XV веков. Впервые на греческом языке она появляется в рукописи Minuscule 629, где параллельно выложен латинский и греческий текст. Появлению в греческом тексте «Иоанновой вставки» предшествовало её появление в латинском тексте. Наиболее ранние латинские тексты Нового Завета с «Иоанновой вставкой» — VII века: Codex Legionensis и Frisingensia Fragmenta, обе рукописи испанского происхождения; более поздние — VIII-IX века (Codex Cavensis, Codex Ulmensis, Codex Theodulphianus, Codex Sangallensis 907), испанского и франко-испанского происхождения. Локальный характер ранних рукописей Нового Завета с «Иоанновой вставкой» говорит о том, что в латинский текст «Иоаннова вставка» была добавлена в период борьбы с вестготами-арианами в VII веке или чуть раньше. В латинской Вульгате 1592 года в редакции Климента VIII, в отличие от предшествующих изданий, появляется «Иоаннова вставка». Первые переводы Нового Завета на церковнославянский язык также не содержали «Иоанновой вставки»; нет её во всех переводах Нового Завета на коптский, эфиопский, арабский и славянские языки вплоть до XVI века.
Эту проблему подробно исследовал Исаак Ньютон, известный своими антитринитарными взглядами, в трактате Историческое прослеживание двух заметных искажений Священного Писания. Отсутствующие в древних текстах слова апостола Иоанна, по мнению Ньютона, были добавлены в IV веке блаженным Иеронимом, который «с той же целью вставил прямое указание на Троицу в свою версию [Библии]». В итоге своего исследования о текстологических подделках Писания Ньютон пришёл к следующему обобщающему выводу: «Из этих примеров ясно следует, что Писания были сильно искажены в первые века [христианской эры] и особенно в четвёртом столетии во время арианских споров». По мнению К. Кюнстля, указанная тринитарная интерполяция в Послании Иоанна (1 Ин 5.7) принадлежала не Иерониму, а Присциллиану.
В комментарии к этому стиху в современном русском переводе Нового Завета (Российское библейское общество, 2003) признаётся, что «слова о трёх свидетельствующих на небе ни в одной из древних рукописей не значатся и были, по-видимому, позднее приписаны».
В 1897 году декрет Священной конгрегации римской инквизиции запретил ставить под сомнение подлинность «Иоанновой вставки». Это решение было отменено в 1927 году. С XIX века, когда ведущие европейские библеисты признали текст поздней интерполяцией, он стал постепенно исчезать из печатных изданий Библии (в некоторых изданиях его печатали курсивом или в скобках). Большинство современных переводов Нового Завета не содержат «Иоанновой вставки».

## Религиозные взгляды антитринитариев
Как уже упоминалось выше, единой теологии у антитринитарных конфессий нет. Они по-разному представляют, например, сущность Иисуса Христа. Для ариан Иисус — первое творение Бога, он был создан ещё до сотворения Вселенной и участвовал в этом сотворении. Иисус в арианстве не единосущен Богу-Отцу, но подобносущен ему. Близких взглядов придерживаются Свидетели Иеговы.
У социниан Иисус — человек, осенённый божьей благодатью и указавший грешным людям путь к спасению. Иисуса не существовало до его земного рождения, а после воскресения он обрёл некоторые божественные свойства, поэтому поклонение и молитвы ему уместны. Святой Дух у социниан — это безличная сила Бога. Социниане не признавали концепцию «первородного греха».
Большинство унитариан считает Иисуса пророком, которому не следует молиться как Богу. Для унитариев Иисус — Учитель и безгрешный человек, пример для человечества. Многие унитарии, подобно социнианам, не признают концепцию первородного греха и поэтому не считают миссию Иисуса искупительной жертвой.

## Отношение авраамических религий к Троице

### Иудаизм и Троица
Традиционный иудаизм не признаёт в Иисусе обещанного пророками Мессию и отвергает как пережиток язычества учение о воплощении Бога во Христе Иисусе, считая это богохульством и попыткой человека поставить себя на один уровень с Богом.

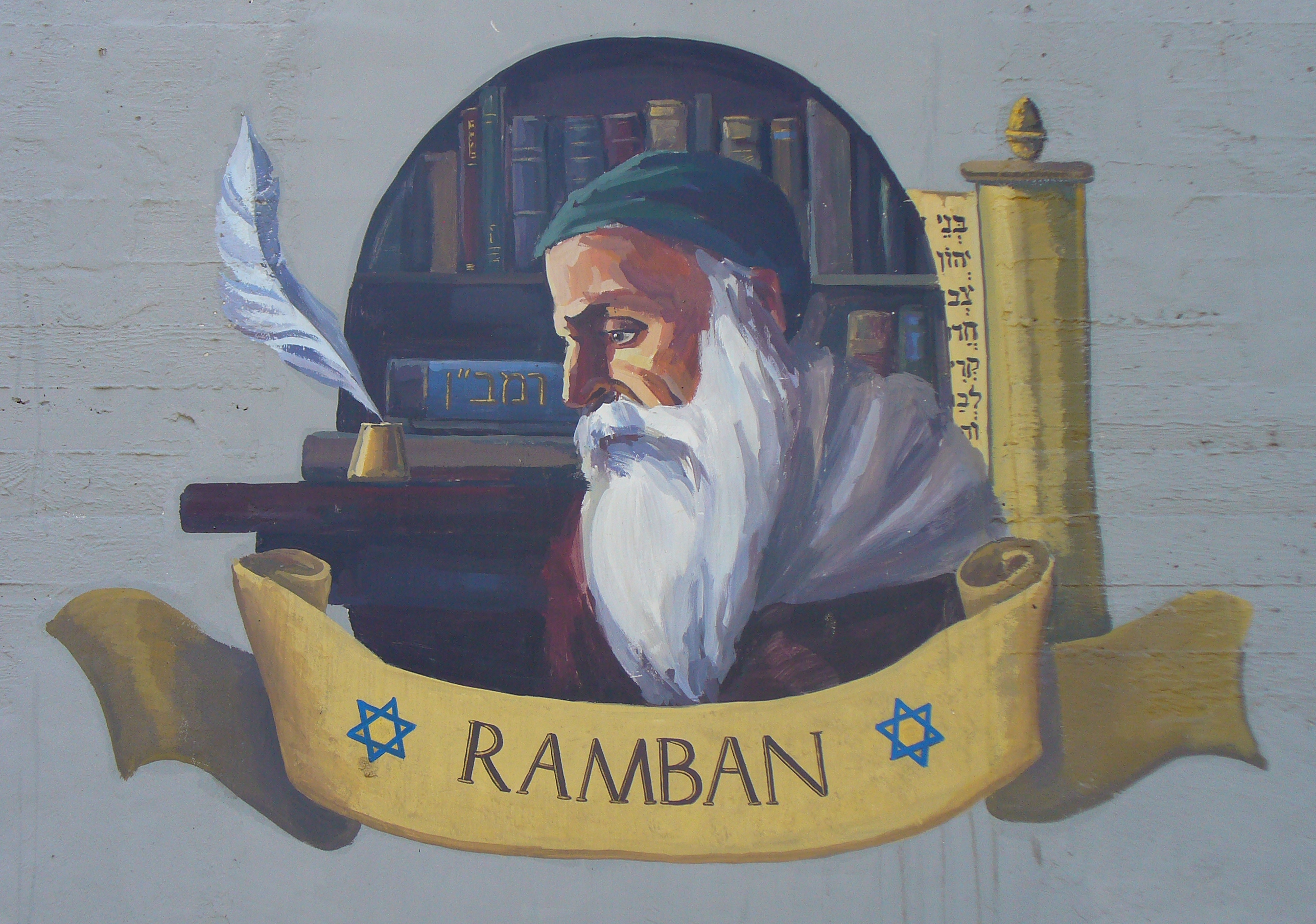
Нахманид. Фреска в Акко, Израиль

В талмудическом иудаизме, в ответ на католический Символ веры, Маймонидом была предпринята попытка очертить рамки иудейского Символа веры, выразив его в 13-и принципах. Число тринадцать — священное (счастливое) число, которое каббалисты трактуют как гематрию слова эхад (אחד‎ — «един», см. Втор. 6:4), символизирующих Всевышнего. Позднее Символ веры Маймонида был перефразирован в молитвах «Ани маамин» и «Игдал». В июле 1263 года один из величайших иудейских богословов Моше бен Нахман (Нахманид) на устроенном по инициативе арагонского короля диспуте обосновал причины, по которым тринитарная доктрина неприемлема для иудаизма. Он заявил, что Бог не рождается и не умирает, и неприемлемо для разума верить в то, что Бог воплотился в крошечного человеческого младенца.
В XX веке появился мессианский иудаизм, модернистское синкретическое ответвление протестантского христианства, которое включает в себя некоторые элементы как иудаизма, так и христианства. Традиционные иудеи считают мессианистов просто христианами и дистанцируются от них. Мессианисты признают Иисуса пророком, обещанным Мессией и, чаще всего, Сыном Божьим, но отношение к концепции Троицы у разных общин может радикально отличаться, от полного принятия до полного неприятия.

### Ислам и Троица
Ислам отвергает христианскую концепцию Троицы в каком бы то ни было виде. Поклонение, согласно Корану, возможно только Единому Богу — Аллаху. Иисус Христос (в Коране Мессия Иса ибн Марьям) признаётся одним из пророков и посланников Аллаха. О христианском догмате Троицы в Коране сказано:

О люди Писания! Не проявляйте чрезмерности в вашей религии и говорите об Аллахе только правду. Мессия Иса, сын Марьям, является посланником Аллаха, Его Словом, которое Он послал Марьям, и духом от Него. Веруйте же в Аллаха и Его посланников и не говорите: «Троица»! Прекратите, ведь так будет лучше для вас. Воистину, Аллах является Единственным Богом. Он пречист и далёк от того, чтобы у Него был сын. Ему принадлежит то, что на небесах, и то, что на земле. Довольно того, что Аллах является Попечителем и Хранителем!— Коран 4:171 (Кулиев)